# Konekson

Schemat budowy koneksonu i koneksyny

Konekson – kanał zbudowany z sześciu białek zwanych koneksynami, tworzący połączenie szczelinowe (ang. gap junction) między dwiema komórkami, umożliwiające przekazywanie informacji za pomocą prądu jonowego. Kanał ten występuje w synapsach elektrycznych.
Połączenie szczelinowe tworzone jest przez dwa koneksony różnych komórek ustawione końcami do siebie w poprzek błony komórkowej. Tworzą one przejście, które umożliwia przepływ jonów nieorganicznych i małych cząsteczek (do ok. 1000 Da) rozpuszczalnych w wodzie z cytoplazmy jednej komórki do drugiej. Fragmenty błon komórkowych przy tym połączeniu leżą dokładnie równolegle, bardzo blisko siebie (2–4 nm). Układ ten stanowi elektryczny i metaboliczny łącznik między komórkami.